# MGR-3 Little John
MGR-3 «Литл Джон» (англ. MGR-3 Little John, буквально «Маленький Джон») — американская неуправляемая твердотопливная ракета класса «земля-земля», способная нести ядерный заряд. Разработана и принята на вооружение Армии США в 1950-1960-х годах.

## Описание

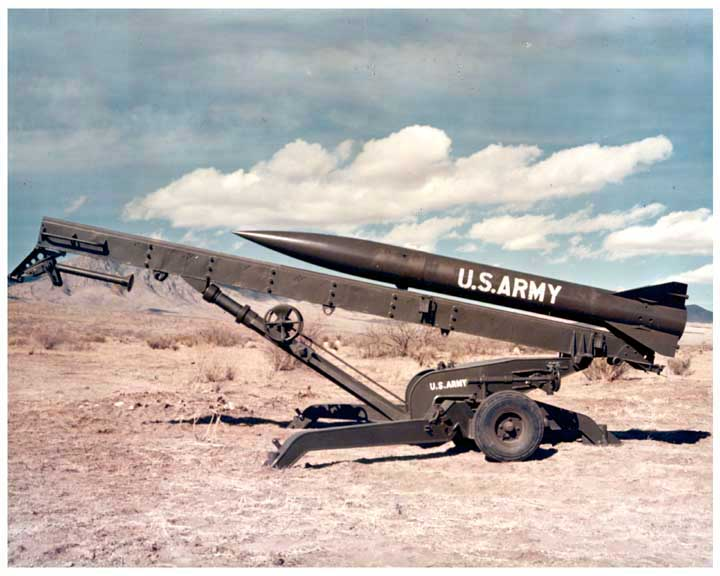
Модификация XM47 являлась опытной ракетой, на которой отрабатывались технологии, проводились обучения и испытания

Ракета предназначалась для запуска с установки XM34 и могла оснащаться обычной или ядерной боевой частью. Она в первую очередь предназначалась для поддержки десантных операций и дополняла более тяжёлую ракетную систему MGR-1 «Честный Джон». Разработка ракеты началась в Редстоунском арсенале в июне 1955 года, хотя неофициальная проработка уменьшенного варианта комплекса «Честный Джон» (под первоначальным названием Honest John Junior) началась в 1953 году, когда появилась необходимость оснастить ядерным оружием десантные подразделения. В июне 1956 года был произведён первый запуск XM47 — опытной модификации ракеты. В ноябре 1961 на вооружение поступила окончательная модификация XM51, которая оставалась в строю до августа 1969 года.
Ракета представляла собой неуправляемый реактивный снаряд класса «земля-земля», оснащённый хвостовыми стабилизаторами. Её полёт к цели происходил по баллистической траектории. Основная часть ракеты доставлялась практически в собранном виде, на месте устанавливались двигатель, боевая часть и взрыватель.
«Маленький Джон» отличался от «Честного Джона» не только размером, но и способом придания снаряду стабилизирующего вращения. «Честный Джон» приводился во вращение после схода с направляющих пусковой установки, а «Маленький Джон» — при нахождении на ней непосредственно перед выстрелом. Изготовлением комплекса занималась компания Douglas Aircraft. 
Масса ракеты и пусковой установки позволяли транспортировать их на вертолётах и других воздушных судах, а также буксировать автомобилем.
Вывод ракеты из эксплуатации начался в 1967 году, последняя была утилизирована в 1970 году. Общее число произведённых ракет составило пятьсот штук.

## Операторы
США
Армия США

## ТТХ

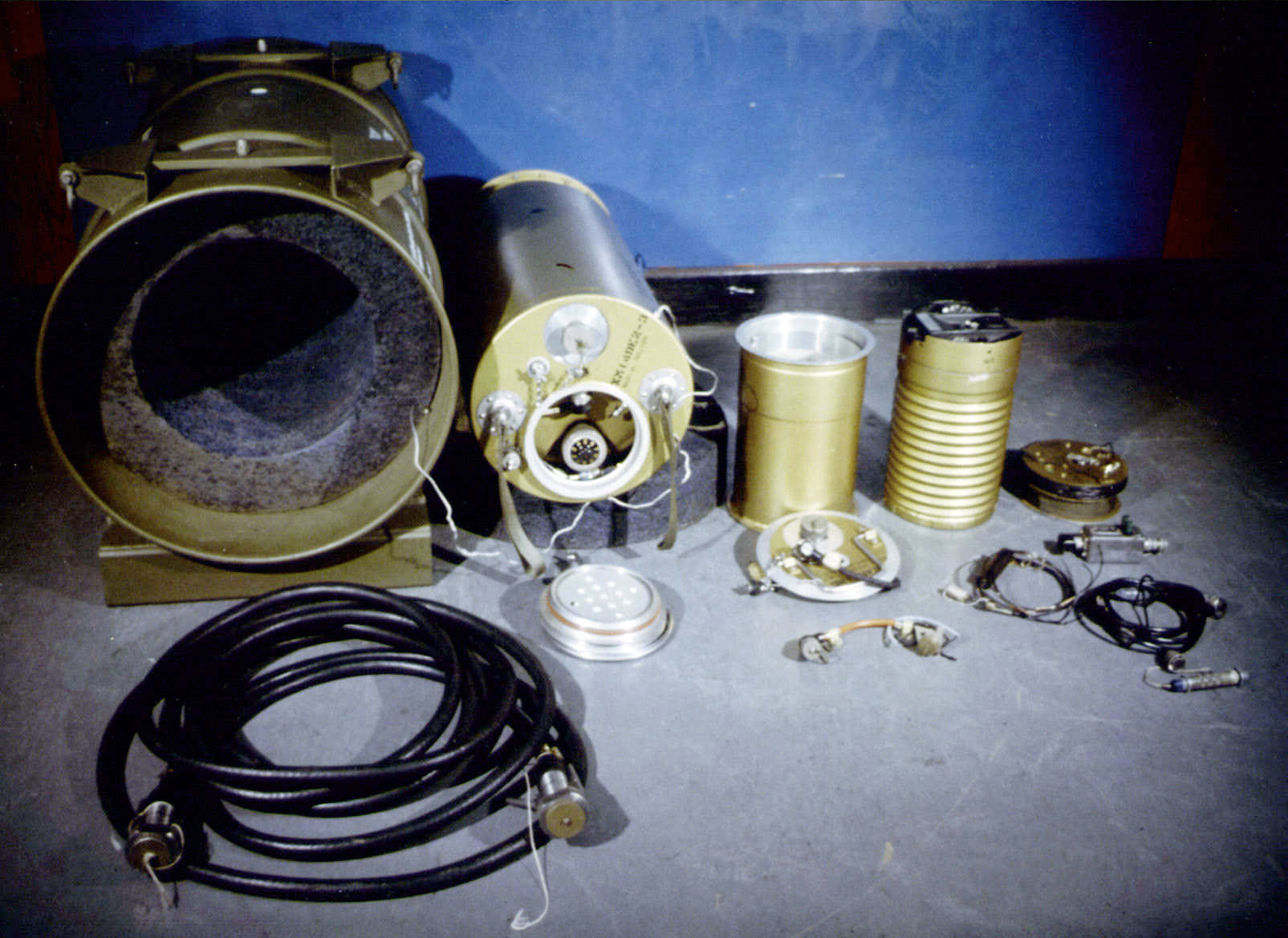
Средний ядерный заряд. Боеголовка W45 справа от корпуса.

| Характеристика                     | MGR-3                                              |
| ---------------------------------- | -------------------------------------------------- |
| Максимальная дальность             | 19 км                                              |
| Система управления                 | неуправляемый                                      |
| Общая длина                        | 4,4 м                                              |
| Диаметр корпуса                    | 0,32 м                                             |
| Размах оперения                    | 0,60 м                                             |
| Масса ракеты                       | 350 кг                                             |
| Масса ракеты с пусковой установкой | 1980 кг                                            |
| Двигатель                          | Твердтопливный «Геркулес XM26»                     |
| Боевая часть                       | ядерная боеголовка W45 1—10 кт или неядерный заряд |